# Лёшау (Баутцен)

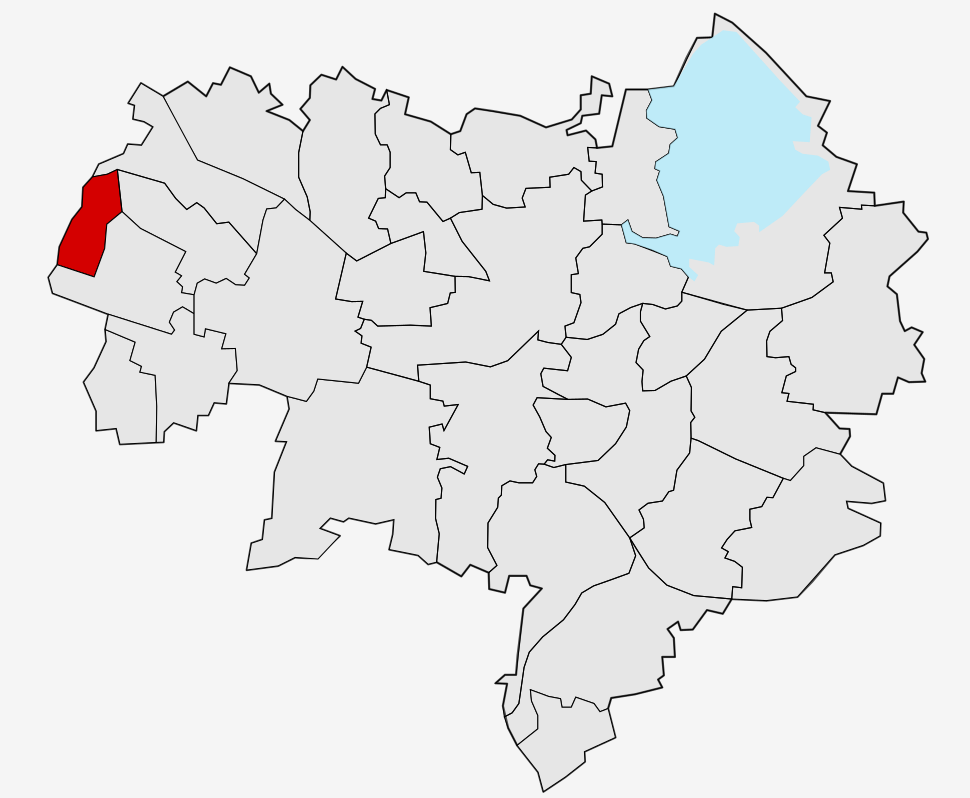
Лёшау на городской карте Баутцена

Лёшау или Ле́шава (нем. Löschau; в.-луж. Lešawaо файле) — сельский населённый пункт в Верхней Лужице, входящий с 1999 года в городские границы Баутцена, Германия. Район Баутцена.

## География
Располагается примерно в шести километрах на запад от исторического центра Баутцена. На востоке от деревни находится холм Parla высотой 216 метров. На севере от деревни протекает река Больбрицер-Вассер (Bolbritzer Wasser, в.-луж. Bolborčanska Woda). На западе от деревни проходит автомобильная дорога K7275 и на юге — автомагистраль A4.
Соседние населённые пункты: на востоке — деревни Горни-Вунёв и Дельни-Кина (обе в городских границах Баутцена), на юго-востоке — деревня Больборцы (в городских границах Баутцена), на западе — деревня Пречецы коммуны Гёда и на северо-западе — деревни Мышецы и Сульшецы (обе в коммуне Гёда).
Серболужицкий краевед Михал Росток в своём сочинении «Ležownostne mjena» упоминает земельные наделы в окрестностях деревни под наименованиями: Sazonki, Lešawske chrósty, Hatwišća, Jězor, Prěčnik.

## История
Впервые упоминается в 1363 году под наименованием «Lessow». С 1936 по 1948 года деревня входила в состав коммуны Шмохтиц, с 1948 по 1969 года — в коммуну Зальценфорст, с 1969 по 1994 года — в коммуну Зальценфорст-Больбриц, с 1994 по 1999 года — в коммуну Клайнвелька. 1999 году деревня вошла в городские границы Баутцена.
В XIX веке поместье Лёшау принадлежало дворянскому роду фон Райн (von Rein).
В настоящее время деревня входит в состав культурно-территориальной автономии «Лужицкая поселенческая область», на территории которой действуют законодательные акты земель Саксонии и Бранденбурга, содействующие сохранению лужицких языков и культуры лужичан.
Исторические немецкие наименования
- Lessow, 1363
- Lesso, 1535
- Leschaw, 1580
- Lessaw, 1615

## Население
Официальным языком в населённом пункте, помимо немецкого, является также верхнелужицкий язык.
Согласно статистическому сочинению «Dodawki k statisticy a etnografiji łužickich Serbow» Арношта Муки в 1884 году в деревне проживало 55 человека (из них — 53 лужичанина (96 %)).
| 1834 | 1871 | 1890 | 2020 |
| ---- | ---- | ---- | ---- |
| 41   | 50   | 36   | 29   |

## Достопримечательности
Культурные памятники федеральной земли Саксония
Всего в деревне находится пять объектов памятников культуры и истории
| № | Объект                                                                         | Немецкое наименование                                        | Датировка                | Месторасположение                                       | Номер объекта в реестре | Фото |
| - | ------------------------------------------------------------------------------ | ------------------------------------------------------------ | ------------------------ | ------------------------------------------------------- | ----------------------- | ---- |
| 1 | Каменный дорожный указатель                                                    | Wegesäule                                                    | XIX век                  | На въезде в деревню, пересечение дорог Больбриц — Лёшау | 09252290                |      |
| 2 | Жилой дом                                                                      | Wohnstallhaus                                                | Первая половина XIX века | Löschau 3                                               | 09252291                |      |
| 3 | Жилой дом с конюшней, хозяйственными постройками и гранитными колоннами ограды | Wohnstallhaus und Scheune sowie Granitsäulen der Einfriedung | Вторая половина XIX века | Löschau 6                                               | 09304816                |      |
| 4 | Жилой дом с конюшней и аркой четырёхстороннего двора                           | Wohnstallhaus und Torbogen eines Vierseithofes               | 1844 год                 | Löschau 10а                                             | 09302905                |      |
| 5 | Каменный дорожный указатель                                                    | Wegesäule                                                    | XIX век                  | На юге от деревни, на автомобильной дороге S100         | 09306563                |      |